# Womanizer
A Womanizer Britney Spears amerikai énekesnő első kislemeze hatodik, Circus című albumáról. 2008. szeptember 26-án debütált világszerte a rádiókban.
Britney aktuális kislemezdalának legutóbbi rekordja: a Billboard Hot 100 kislemezlistán a 96. helyről az 1. pozícióba ugrott a dal. A kislemez megjelenésének hetében több mint 280 ezres letöltésének köszönhető a legjobban nyitó női előadó lett az Egyesült Államokban.

## Megjelenés
A dal eredetileg 2008. szeptember 22-én lett volna először hallható a rádiókban, ám az utolsó pillanatban az énekesnő kiadója úgy döntött, hogy visszahívják a dalt pár utolsó simításra és újrakeverésre. Az új megjelenési dátum szeptember 26-a lett, amit megerősített a Britney.com is.
2008. szeptember 19-én egy rossz minőségű, 40 másodperces részlet hangzott el egy rádióban a Womanizerből, ami azonnal elterjedt az interneten. Az énekesnő kiadója, a Jive Records közleményben tudatta mindenkivel, hogy a részlet a dal születésének kezdeti stádiumából való. A DJ-nek, aki lejátszotta a részletet, 250 ezer dollár büntetést kellett fizetnie.

## Videóklip
A Womanizer klipjének első jeleneteit egy Los Angeles-i alagútban kezdték el forgatni 2008. szeptember 24-én. A klipet Joseph Kahn rendezte, aki korábban a Toxic és a Stronger videóklipen is dolgozott Spearsszel.
Férfifaló külsejének ezúttal rövid fekete parókával, vörös rúzzsal, műtetkókkal és fekete bőrszoknyával ad hangsúlyt, akinek pusztán ennyi nem lenne elég, azok számára megtalálható lesz még az erotikus koreográfia és az elmaradhatatlan szenvedélyes csókolózás egy vadidegen férfival. Több ponton is visszatér a gyökerekhez az énekesnő, hiszen ebben a klipjében is pincérnőt alakít majd, akárcsak a (You Drive Me) Crazy című slágerében és újra Joseph Khan rendezővel dolgozik együtt, aki már a „Stronger” és a „Toxic” klipjeit is rendezte.

## Élő előadások

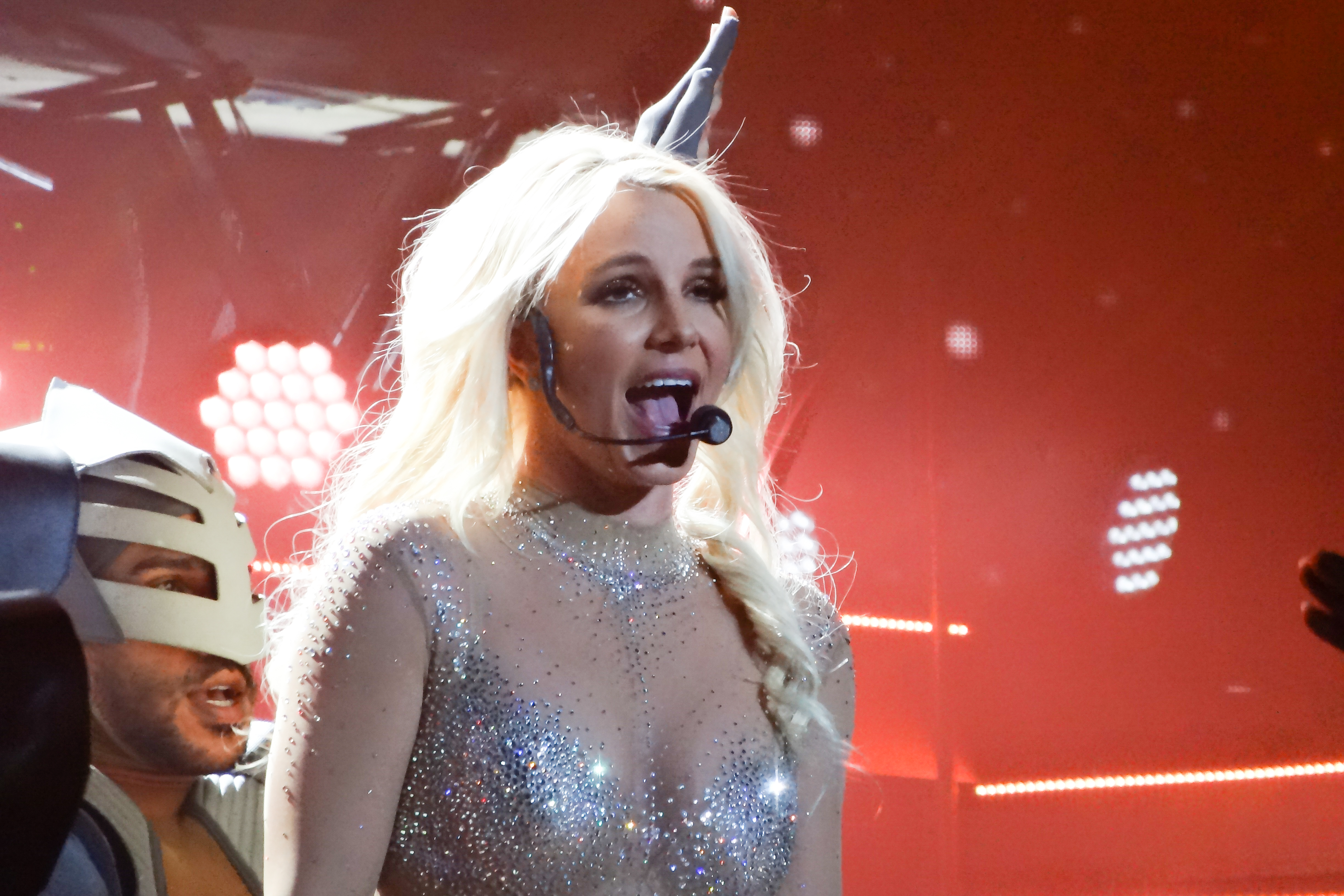
Britney a "Womanizer" előadása közben a Britney: Piece of Me-n.

Britney több alkalommal is előadta a dalt a megjelenése után. Először 2008. november 27-én Bambi Awards-on lépett fel a dallal, ahol megnyerte a "Legjobb Nemzetközi Popsztár" díjat. Az énekesnő fellépőruháját Madonna Sticky & Sweet turnés ruhájához hasonlították. November 28-án a Star Academy-n lépett fel, itt már piros ruhában. November 30-án pedig a brit X Factor-ban lépett fel az énekesnő, a fellépést 13 millióan nézték, így ez lett a legnézettebb rész a show történetében. December 2-án Britney fellépett Good Morning America-ban, itt már előadta a Circus című dalát is. Ezután Japánba látogatott az énekesnő, ott a Hey! Hey! Hey! Music Champ showban lépett fel december 15-én. A következő nap az NTV Best Artist 2008-ban lépett fel.
A "Womanizer" a Circus turné fináléjában volt hallható, itt Britney rendőrjelmezben adta elő a dalt. 2011-ben a Femme Fatale turnén is helyet kapott, majd 2013-ban a Britney: Piece of Me rezidenskoncerten. 2016-ban új koreográfiával és a dal új remixével lépett fel a Piece of Me-n.
Britney előadta a dalt a 2016-os Billboard Music Awards-on is, illetve több alkalommal a "Glory" promózása alatt.

## Slágerlistás helyezések
| Slágerlista (2008)                                    | Legmagasabb helyezés |
| ----------------------------------------------------- | -------------------- |
| Ausztrália (ARIA)                                     | 5                    |
| Ausztria (Ö3 Austria Top 40)                          | 4                    |
| Belgium (Ultratop 50 Flanders)                        | 1                    |
| Belgium (Ultratop 50 Wallonia)                        | 2                    |
| Kanada (Canadian Hot 100)                             | 1                    |
| Csehország (Rádio Top 100)                            | 6                    |
| Dánia (Tracklisten Top 40)                            | 1                    |
| Európa (European Hot 100 Singles)                     | 1                    |
| Finnország (Singlet Top 20)                           | 1                    |
| Franciaország (Single Top 100)                        | 1                    |
| Franciaország (Download Single Top 50) Download Chart | 1                    |
| Németország (Media Control Charts)                    | 4                    |
| Magyarország (Rádiós Top 40)                          | 2                    |
| Írország (IRMA)                                       | 2                    |
| Israel (Media Forest)                                 | 1                    |
| Olaszország (FIMI)                                    | 7                    |
| Japán (Billboard Japan Hot 100)                       | 7                    |
| Hollandia (Single Top 100)                            | 8                    |
| Új-Zéland (Recorded Music NZ)                         | 9                    |
| Norvégia (VG-lista)                                   | 1                    |
| Skócia (Scottish Singles Top 40)                      | 3                    |
| Spanyolország (PROMUSICAE)                            | 8                    |
| Svédország (Sverigetopplistan)                        | 1                    |
| Svájc (Schweizer Hitparade)                           | 2                    |
| Egyesült Királyság (UK Singles Chart)                 | 3                    |
| US Billboard Hot 100                                  | 1                    |
| US Adult Top 40 (Billboard)                           | 32                   |
| US Hot Dance Club Songs (Billboard)                   | 9                    |
| US Mainstream Top 40 (Billboard)                      | 1                    |
| US Rhythmic (Billboard)                               | 21                   |

| Slágerlista (2008)                       | Legmagasabb helyezés |
| ---------------------------------------- | -------------------- |
| Australian Singles Chart                 | 40                   |
| Belgian Singles Chart (Flanders)         | 44                   |
| Belgian Singles Chart (Wallonia)         | 63                   |
| Canadian Hot 100                         | 65                   |
| Hungarian Singles Chart                  | 66                   |
| Italian Singles Chart                    | 32                   |
| Swedish Singles Chart                    | 35                   |
| Swiss Singles Chart                      | 56                   |
| UK Singles Chart                         | 33                   |
| US Billboard Hot 100                     | 80                   |
| Slágerlista (2009)                       | Legmagasabb helyezés |
| Austrian Singles Chart                   | 45                   |
| Belgian Singles Chart (Flanders)         | 33                   |
| Belgian Singles Chart (Wallonia)         | 21                   |
| Canadian Hot 100                         | 36                   |
| European Hot 100 Singles                 | 7                    |
| German Singles Chart                     | 100                  |
| French Singles Chart                     | 22                   |
| Hungarian Singles Chart                  | 14                   |
| Swedish Singles Chart                    | 93                   |
| Swiss Singles Chart                      | 57                   |
| UK Singles Chart                         | 118                  |
| US Billboard Hot 100                     | 39                   |
| US Billboard Mainstream Top 40           | 26                   |
| ZPAV Cyfrowa Piosenka Roku 2009 (Poland) | 1                    |

## Minősítések
| Ország                      | Minősítés | Eladás    |
| --------------------------- | --------- | --------- |
| Ausztrália (ARIA)           | Platina   | 70.000    |
| Belgium (BEA)               | Arany     | 15.000    |
| Dánia (IFPI)                | Platina   | 15.000    |
| Finland (Musiikkituottajat) | Arany     | 5800      |
| Olaszország                 |           | 15.000    |
| Új-Zéland (RMNZ)            | Arany     | 7.500     |
| Spanyolország (PROMUSICAE)  | Arany     | 20.000    |
| Svédország (GLF)            | Arany     | 10.000    |
| Egyesült Királyság (BPI)    | Arany     | 446.000   |
| Egyesült Államok            |           | 3.540.000 |